# Asunaprevir
Asunaprevir (trước đây là BMS-650032, thương hiệu ở Nhật Bản và Nga  Sunvepra) là một ứng cử viên thuốc thử nghiệm để điều trị viêm gan C. Nó đang được phát triển bởi Bristol-Myers Squibb và hiện đang trong giai đoạn thử nghiệm lâm sàng giai đoạn III.
Asunaprevir là chất ức chế men protease NS3 của virus viêm gan C.
Asunaprevir đang được thử nghiệm kết hợp với pegylated interferon và ribavirin, cũng như trong chế độ điều trị không có interferon với các thuốc chống vi rút tác dụng trực tiếp khác bao gồm daclatasvir.